# 张通 (后燕)
张通（？—398年），十六国时后燕大臣。
398年七月廿一，慕容盛杀死篡位的兰汗，任命东阳公慕容根为尚书左仆射，卫伦、鲁恭、王滕为尚书，悦真为侍中，阳哲为中书监，张通为中领军。九月初六，后燕任命东阳公慕容根为尚书令，张通为左仆射，卫伦为右仆射。任命慕容豪为幽州刺史，镇守肥如。十月十七日，长乐王慕容盛登上皇帝位，十一月十二日，慕容豪和张通、昌黎尹张顺，以谋反罪被慕容盛处死。